# 인천청량초등학교
인천청량초등학교는 대한민국 인천광역시 연수구 동춘동에 있는 공립 초등학교이다.

## 학교 연혁
- 1995-03-01 청량초등학교 개교
- 1999-04-09 학내망 준공
- 1999-05-02 방음림 설치
- 2001-11-01 전교실 멀티미디어실 현대화
- 2002-03-01 학교홈페이지 구축
- 2003-03-01 시교육청 지정 영재학급 설치
- 2007-02-28 하늘나리, 곡성평화학교 도서 기증
- 2008-06-17 구령대 캐노피 설치
- 2008-06-24 글샘터 도서관 개관
- 2008-08-14 과학실 현대화
- 2009-09-30 화장실 현대식 개축
- 2010-03-01 YP연구학교 운영
- 2010-03-24 초등돌봄교실 준공
- 2010-11-02 교사 2동 준공
- 2010-11-19 다목적 강당 개관
- 2015-02-13 제20회 졸업식, 졸업생 156명(총 4,985명)
- 2015-03-02 청량 두드림 카페 준공
- 2015-03-02 입학식, 입학생 138명

## 참고 자료
- 인천청량초등학교 - 한국교육학술정보원 학교알리미